# Attaché de presse
 (février 2013).
Si vous disposez d'ouvrages ou d'articles de référence ou si vous connaissez des sites web de qualité traitant du thème abordé ici, merci de compléter l'article en donnant les références utiles à sa vérifiabilité et en les liant à la section « Notes et références ».
Un attaché de presse est rattaché au domaine de la communication. Il sert d'interface entre un artiste, une personnalité publique, un produit ou une société, d'une part ; et le public et la presse d'autre part.
Il est également courant de trouver l'intitulé responsable en relations presse pour désigner un attaché de presse.

## Description

### Promouvoir le client auprès des journalistes
Le rôle primordial d'un attaché de presse est de promouvoir une entreprise, une marque, un artiste ou encore une collectivité auprès des médias. Il doit tout d'abord maîtriser son sujet à promouvoir qu'il souhaite communiquer, pour ensuite réaliser des communiqués et des dossiers de presse : rédaction, choix des illustrations, suivi de la maquette, etc. Ce travail sera envoyé à une sélection de journalistes. Chacune de ces trois étapes sont à soigner. Il est en constante relation avec les acteurs majeurs de l’entreprise afin d'avoir les dernières informations en continu. Grâce à cette mise à jour, il pourra répondre à toutes les questions des journalistes.
Il est primordial de se forger un carnet d'adresse de journalistes pour pouvoir établir un contact « personnel » et d'adapter son discours pour les convaincre. Il ne faut pas contacter tous les journalistes mais il est au contraire recommandé de cibler les interlocuteurs en fonction de la nature des informations à diffuser.
L'attaché de presse ne travaille pas uniquement sur « papier », il est recommandé de convier les journalistes à un événement (conférences, déjeuners-presse, voyages de presse) organisé pour promouvoir la sortie d'un produit ou le développement d'un type d'activités. Il se doit alors de préparer des programmes de la manifestation, d'envoyer des invitations, de relancer les journalistes (dans le cas d'une non-réponse) et de les accueillir.
Son travail consiste également à évaluer l'impact des médias et les retombées médiatiques grâce à un recueil des parutions dans la presse écrite et audiovisuelle.

### Veille de l'actualité
L’attaché de presse épluche quotidiennement la presse écrite et numérique pour se tenir au courant des nouveautés susceptibles de se rapprocher du domaine dans lequel se situe son client. Il intéressera par conséquent plus les médias. Il élabore une revue de presse quotidienne ou hebdomadaire pour montrer l'impact qu'a eu son travail auprès des journalistes. Elle est constituée de tous les articles dans lequel figurent le client et est destinée à sa hiérarchie et/ou au personnel de l'entreprise.

### Compétences

#### Qualités requises
- Bonne maîtrise du rédactionnel et du relationnel
- Diplomatie
- Autonomie
- Adaptation
- Clarté
- Précision
- Rigueur
- Disponibilité
- Enthousiasme
- Patience

Il est primordial d'établir des relations de confiance et de complicité avec les médias. La créativité et l'originalité sont des qualités préconisées pour les convaincre; rien de tel qu'un dossier de presse accrocheur pour attirer l'attention.
De nos jours il est vivement recommandé d'être à l'aise avec les langues étrangères, principalement en anglais.

#### Mobilité
Il est fréquent de faire des heures supplémentaires lors des opérations de communication spécifiques.
L’attaché de presse peut aussi être amené à effectuer des déplacements.

## Intégrer le marché du travail

### Un milieu compétitif
Le milieu de la communication est très compétitif puisque l'insertion professionnelle est difficile. Pour trouver un poste, il faut faire preuve de détermination et jouer de ses relations. Il est recommandé d'avoir des expériences professionnelles pendant les études dans le monde de la communication (stages, apprentissages, contrats professionnel) pour accéder au métier plus facilement tout en se forgeant un carnet d'adresse.
Les emplois se situent dans les grandes entreprises et les agences de presse, essentiellement implantées à Paris et en Île-de-France.
Les attachés de presse spécialisés dans le monde de la culture et du spectacle font par ailleurs face à des difficultés nouvelles. Tandis que les événements culturels, comme les festivals notamment, se multiplient, l'espace alloué à ces rubriques dans les médias traditionnels tend à se réduire. Un effet ciseau qui tend à rendre le métier encore plus exigeant. De nouveaux outils et plateformes numériques permettent également aux artistes de faire la promotion de leur projet sans passer par des attachés de presse. Par exemple, la plateforme française Groover met en relation les musiciens avec les médias et professionnels de la musique.

### Responsabilités et évolutions de carrière
En entreprise, l'attaché de presse peut accéder à plusieurs postes : responsable de presse, directeur de communication, chargé des relations externes ou encore chargé des relations publiques.
En libéral ou en agence, il élargit sa clientèle en assurant les relations presse de plusieurs commanditaires (entreprises privées, organismes professionnels, collectivités territoriales, etc.).

## Formation
- BAC +2
  - BTS en communication
  - DUT en communication
- BAC +3
  - Licence en Information-Communication
  - Licence pro en Information-Communication (management de l'événementiel, communication institutionnelle, etc.)
- BAC +5
  - Master pro en Information-Communication